# Monteleone Rocca Doria
Monteleone Rocca Doria är en ort och kommun i provinsen Sassari i regionen Sardinien i Italien. Kommunen hade 99 invånare (2017).